# Budai cukrászda
A Budai cukrászda fekete-fehér, romantikus magyar filmvígjáték, főszereplői Perczel Zita és Kabos Gyula. 1935-ös megjelenésekor nagy sikert aratott, de a második világháború után betiltották, és negyven éven keresztül nem is vetítették. Ennek politikai oka az ebben a filmben először felcsendülő nóta: a Szabadkai udvaron volt.

## Történet
|  | Alább a cselekmény részletei következnek! |

A címben szereplő cukrászda az a hely, ahonnan a cselekmények többsége kiindul.
Habár Kassay bácsi, a cukrászda üzemeltetője és Schulmayer, a házmester kedélyesen beszélgetnek és keresztrejtvényt fejtenek, a cukrászdának adóssága van: a júniusi házbérrel tartoznak a háziúrnak, Sziráky János festőművésznek.
Sziráky névtelenül meglátogatja a cukrászdát, hogy kiderítse az elmaradás okát. A figyelmét felkelti a csinos pincérnő, Kassay Ilonka, aki apja cukrászdájában dolgozik. Mellékfoglalkozást ajánl Ilonkának, de ő félreérti a férfi pillantásait és visszautasítja, és csak Schulmayertől tudja meg, hogy ki is volt a rejtélyes vendég. Elmegy hát, hogy kiengesztelje háziurát, és kipróbálja magát modellként. A fő oka viszont az, hogy vőlegénye, dr. Demeczky László egy olyan segédorvosi állást pályázott meg, amit Sziráky öccse bírál el. Ilonka elhatározza, hogy segítséget kér Szirákytól. Terve nem sikerül, mert háziura beleszeret és amikor meg akarja őt csókolni, Ilonka elszalad. Sziráky azonban nem tudja elfelejteni Ilonkát, és a félkész képére, a Tavaszi felhőre is Ilonka arcát festi rá, amiért korábbi modellje nagyon dühös lesz.
A kiállításra váratlanul betoppanó Ilonka igencsak meglepődik, amikor saját magát látja a vásznon. Nem sokkal később édesapja is megérkezik a tárlatra. Ekkora már a festett kép megkapta a nagy aranyérmet, az esti modellünnepélyen pedig a megelevenedett képet is ugyanez a megtiszteltetés éri. Majdnem teljes volt az öröm. Mindenki vigadott, kivéve Demeczky Lacit, aki féltékeny lett Szirákyra, és az ünnepségről eltávozva kolléganőjéhez, Daisyhez ment, akinek az apja főorvosi állást ajánlott neki. Így két lehetősége maradt: vagy átveszi apja körorvosi állását Rácmedgyesen, és így feleségül veheti Ilonkát, vagy pedig Daisyt választja és megkapja a főorvosi állást. Hazautazik Rácmedgyesre és édesanyjától kér tanácsot, akinek egyértelmű a válasza, így Laci elhatározta, hogy felkeresi menyasszonyát, Ilonkát. Éppen indulni készül, amikor váratlanul megérkezik Schulmayer, aki elcsalta Ilonkát Pestről Rácmedgyesre.
A film végére tulajdonképpen visszaáll a régi rend: Demeczky Laci és Ilonka együtt maradnak és elhatározzák, hogy Rácmedgyesen kezdenek új életet, Sziráky pedig régi modelljével utazik el Olaszországba.
|  | Itt a vége a cselekmény részletezésének! |

## Szereplők
- Perczel Zita – Kassay Ilonka
- Perényi László – dr. Demeczky László
- Kabos Gyula – Schulmayer
- Gózon Gyula – Kassay bácsi (Ilonka édesapja)
- Somlay Artúr – Sziráky János, festőművész
- Dobos Ági – Sziráky barátnője, és modellje
- Gordon Zita – Daisy
- Makláry Zoltán – sakkozó vendég
- Pethes Sándor – Szobotka
- További szereplők: Gárdonyi Lajos, Kürti József, Földényi László, Zala Karola, Pártos Gusztáv, Justh Gyula, Zátony Kálmán, Pártos Erzsi, Vidor Ferike